# Джой (певица)
Пак Суён (кор. 박수영; род. 3 сентября 1996 года), более известная как Джой, — южнокорейская певица, актриса и телеведущая. Является участницей гёрл-группы Red Velvet. Также известна своими ролями в телевизионных сериалах, таких как «Лжец и его возлюбленная» (2017), «Великий соблазнитель» (2018) и «Только один человек» (2021).
Она дебютировала сольно 31 мая 2021 года с мини-альбомом Hello.

## Биография

### 1996—2014: Начало карьеры
Пак Суён родилась 3 сентября 1996 года на Чеджудо, Республика Корея. Будучи ребёнком, она интересовалась тротом. В начальной школе она получила признание после исполнения песни «Flying Duck» группы Cherry Filter, вследствие чего и решила стать певицей. В 2012 году была отправлена на Международное прослушивание S.M. Entertainment в Сеуле. После двух лет стажировки в компании ей было решено дать сценическое имя Джой.
28 июля 2014 года Джой была представлена как четвёртая (и на тот момент последняя) участница Red Velvet. Она является единственной участницей, которая не была включена в команду SM Rookies до дебюта. 1 августа Red Velvet дебютировали с цифровым синглом «Happiness». С момента дебюта группа выпустила одиннадцать мини-альбомов и два студийных альбома.
В феврале 2015 года Джой окончила School of Performing Arts Seoul (SOPA). Есть две младшие сестры: Пак Джиён и Пак Минджу. Пак Джиён является стажёром в SM entertainment, сценическое имя DaNa.

### 2015—2020: Дебют в Red velvet и соло карьера

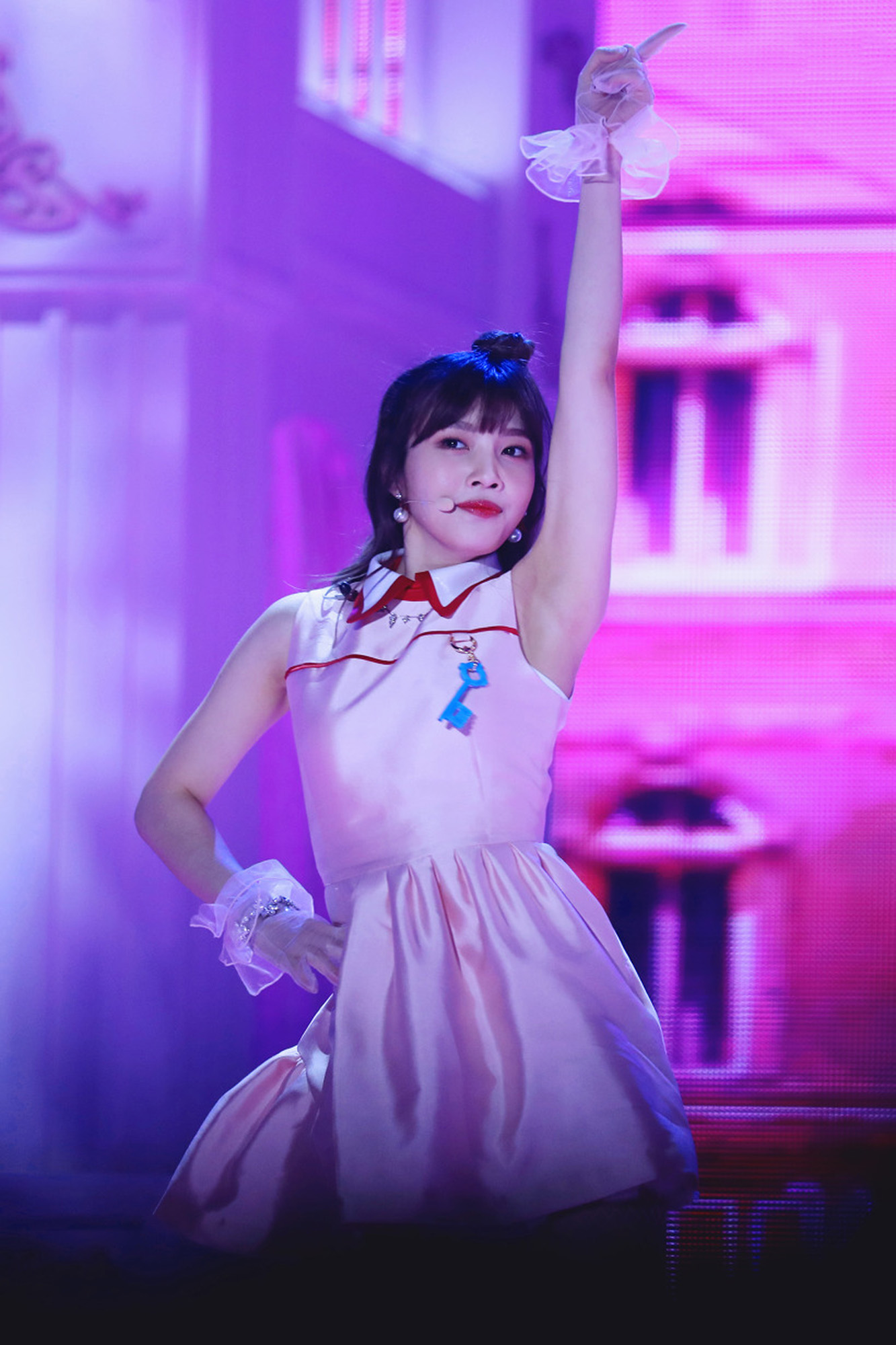
Джой на премии Melon Music Awards, ноябрь 2016 года

В 2015 году Джой приняла участие в 4 сезоне реалити-шоу «Мы поженились», а её партнёром стал Сондже из BTOB. Получила большое признание за участие в шоу, и позже появилась в модном корейском журнале CéCi и стала моделью для косметического бренда Etude House. 29 декабря Джой вместе с Сондже выиграла номинацию «Лучшая Пара» на MBC Entertainment Awards; там же она выиграла номинацию «Новая звезда». 16 апреля 2016 года была выпущена песня «Young Love», записанная вместе с Сондже; композиция смогла попасть на 52 место Gaon Singles Chart. 7 мая они официально покинули шоу и стали одной из самых долго участвующих и популярных пар за всю его историю.
4 ноября состоялась премьера песни «Always In My Heart», записанной специально для проекта SM Station вместе с Сылоном из 2AM.

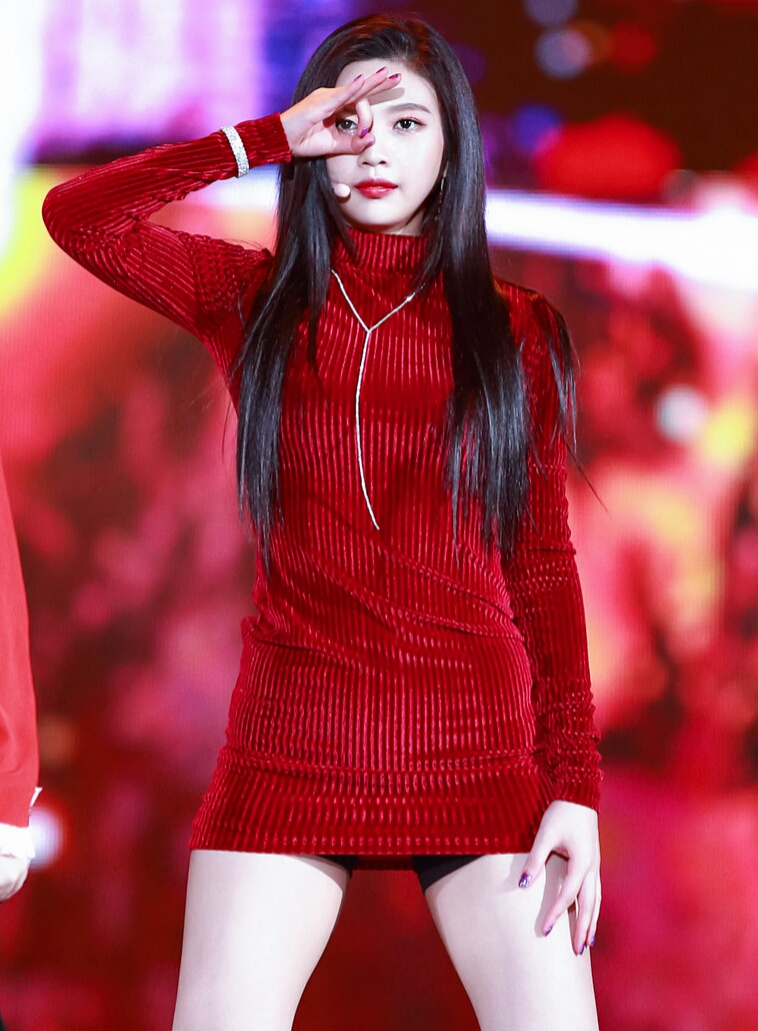
Джой на выступлении Red Velvet в 2017 MMA

В марте 2017 года состоялась премьера дорамы «Лжец и его возлюбленная», где Джой исполнила главную женскую роль, а её партнёром стал актёр Ли Хёну. Это корейская телевизионная адаптация популярной манги «Она очень любит ложь». Джой выиграла награду новичка на церемонии кабельного телевидения OSEN за свою первую актёрскую роль и выпустила несколько OST для дорамы, включая «Yeowooya», «I’m Ok», «Your Days», «Shiny Boy», «Waiting For You» и «The Way To Me». В июле 2017 года Джой появилась на King of Mask Singer, где она выиграла свой первый тур программы вокального конкурса и выступила под псевдонимом Bandabi.
В 2018 году Джой присоединилась ко второму сезону музыкального эстрадного шоу JTBC «Сахарный человек» в качестве одного из ведущих вместе с Ю Жжесок, Ю Хиёль и Пак Нарэ. В 2018 году сыграла главную роль в дораме MBC «Великий соблазнитель», основанный на французском романе Les Liaisons dangereuses. Джой выпустила OST для дорамы под названием «Nonsense», а затем была номинирована на премию за популярность (категория актрисы дорамы) на The Seoul Awards, «Новичок года» на MBC Drama Awards и лучшую женскую роль на MBC Drama Awards.
Как раз к летнему мини-альбому Red Velvet с Summer Magic Джой украсила обложку журнала Nylon Korea за август 2018 года. Джой был также названа в качестве новой модели и официального индоссанта для Fitz Super Clear Beer. Вскоре после этого Джой была выбрана в качестве одного из организаторов нового шоу от Lifetime «Пижамные друзья» вместе с Сон Чжи Хё, Чан Юн Чжу и Чен Сяо. В октябре Джой выпустила песню «Dream Me» (вместе с Марком из NCT) для саундтрека к дораме KBS «Призрачный детектив». «Dream Me» попал в список лучших корейских OSTs Spotify от 2019 года.
В январе 2019 года было объявлено, что Джой была выбрана в качестве основного ведущего Onstyle’s Get It Beauty вместе с Чан Юнджу, Джой похвалили за её усилия в развитии и демонстрации её навыков разнообразия в многочисленных программах.
В январе 2020 года Джой была выбрана в качестве новой официальной модели и лица Aveda, причем бренд заявил, что Джой была выбрана из-за её яркого и здорового образа в различных областях, включая музыку и актёрское мастерство. В феврале Джой была приглашена в качестве VIP-гостя на модный показ Michael Kors в Нью-Йорке, а в Vogue назвали Джой «одной из самых ярких звезд K-pop». В том же месяце Джой была номинирована как «Лучший женский эстрадный айдол» на премии Brand Customer Loyalty Awards.
20 марта Джой выпустила саундтрек «Introduce Me a Good Person» к дораме tvN «Мудрая жизнь в больнице». Песня вошла в топ-100 Apple Music в Южной Корее, а также занял первые места в музыкальных чартах Кореи. В апреле Джой приняла участие в песне «Sangnoksu 2020» с другими различными исполнителями. Сотрудничество направлено на то, чтобы дать надежду во времена Пандемии COVID-19.
В мае было объявлено, что R&B исполнитель и продюсер Crush выбрал Джой для своего нового заглавного трека «Mayday». Песня была выпущена 20 мая и возглавила несколько крупных чартов, включая Genie и Melon R&B/Soul Music. «Introduce Me a Good Person» был номинирован на премию «Песня года Дэсан» (Гран-при) и премию «Лучший OST» на Mnet Asian Music Awards, а также «Лучший OST» на 30-й Сеульской музыкальной премии. Джой также была номинирована как солистка на 10 лучших артистов года (Бонсан) на премии Melon Music Awards и артист года (Дэсан) на премии Genie Music Awards.

### 2021—н.в: Соло дебют сHello
12 мая 2021 года было объявлено, что Джой официально дебютирует сольно специальным альбомом, состоящим из 6 кавер-версий песен 1990-х и 2000-х годов. Специальный альбом Джой Hello был выпущен 31 мая, заглавный трек занял первое место в нескольких чартах, а запись альбома заняла первое место в чартах лучших альбомов iTunes 26 стран. Все 6 треков с альбома дебютировали в цифровом чарте Gaon, а Джой также заняла первое место в качестве солистки в чарте сольных исполнителей Melon. Заглавный трек также вошёл в Топ-10 K-Pop Hot 100 Billboard, в общей сложности 5 треков с её сольного дебютного альбома также вошли в чарт.
В июне было подтверждено, что Джой снимется в дораме JTBC «Только один человек», которая вышла в эфир в декабре.

## Личная жизнь
23 августа 2021 года было подтверждено, что Джой состоит в отношениях с певцом Crush.

## Публичный имидж и влияние

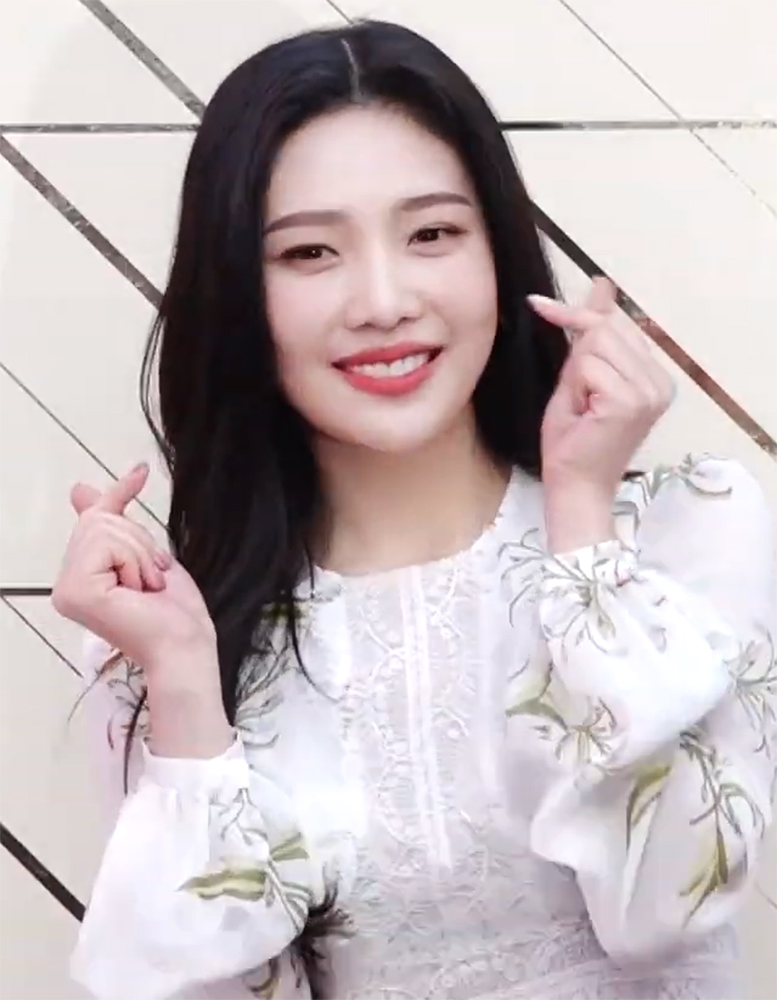
Джой на ивенте Bulgari в 2019 году.

В годовом чарте K-pop Radar, Джой была названа «горячей инстаграмщицей 2019 года» и подтвердили, что у неё больше всего подписчиков в Instagram среди артистов K-pop, открывших аккаунт в 2019 году.
В 2019 году Джой была признана пятой по популярности девушкой-айдолом K-pop в опросе солдат, проходящих обязательную военную службу в Южной Корее. Джой также попала в ежегодный опрос Gallup Korea, перечисляющем топ-20 самых популярных айдолов.
В феврале 2020 года Джой была приглашена в качестве VIP-гостя Майкла Корса на Неделю моды в Нью-Йорке, а Vogue назвал Джой «одной из самых ярких звезд K-pop».
Певческий голос Джой получила похвалу от различных продюсеров и музыкантов, включая композитора Хван Хена и исполнителя R&B Crush, который заявил, что «у нее самый красивый голос, который невозможно заменить». В 2020 году Джой стала первой исполнительницей SM без сольного дебюта, получившей номинацию на Бонсан (Главный приз).

## Другая деятельность

### Одобрения
Помимо поддержки группы, Джой вместе с Юк Сон Чжэ в июле 2018 года была названа новой моделью и спонсором ликерного напитка Fitz Super Clear. В мае 2019 года eSpoir из ведущего косметического конгломерата Южной Кореи Amore Pacific выбрали Джой в качестве своей официальной музы для косметики и средств по уходу за кожей. В январе 2020 года Джой была выбрана в качестве новой официальной модели и лица Aveda, принадлежащей Estée Lauder Companies, а экологичный бренд заявил, что Джой была выбрана из-за её яркого и здорового образа в различных областях, включая музыку и актёрское мастерство. В феврале 2021 года Джой стала музой итальянского люксового бренда Hogan.

### Филантропия
В феврале 2020 года Джой пожертвовала 10 миллионов вон в Общественный фонд Кореи, чтобы помочь поддержать тех, кто пострадал от пандемии COVID-19 в Южной Корее.

## Дискография

### Специальные альбомы
- Hello (2021)

## Фильмография

### Фильмы
| Год  | Название         | Роль              | Примечание                   |
| ---- | ---------------- | ----------------- | ---------------------------- |
| 2015 | SMTown The Stage | В роли самой себя | Документальный фильм SM Town |

### Телесериалы
| Год  | Название                           | Канал | Роль              | Примечание       |
| ---- | ---------------------------------- | ----- | ----------------- | ---------------- |
| 2016 | Потомки солнца                     | KBS2  | В роли самой себя | Камео (16 серия) |
| 2017 | Она любит ложь                     | tvN   | Юн Сурим          | Главная роль     |
| 2018 | Игра в любовь: Великое соблазнение | MBC   | Ын Тхэхи          | Главная роль     |
| 2021 | Только один человек                | JTBC  | Сун Мидо          | Главная роль     |

### Телевизионные шоу
| Год       | Название            | Канал    | Роль      | Примечания                      | Ссылки          |
| --------- | ------------------- | -------- | --------- | ------------------------------- | --------------- |
| 2015-2016 | We Got Married      | MBC      | Участница | Вместе с Юк Сонджэ              | [ 61 ] [ 62 ]   |
| 2016-2017 | Trick & True        | KBS      | Участница | Начиная с 5 эпизода             | [ 63 ]          |
| 2017      | Oppa Thinking       | MBC      | Участница | Пилотный эпизод                 | [ 64 ]          |
| 2017      | King of Mask Singer | MBC      | Участница | Как «Bandabi» (121—122 эпизоды) | [ 23 ]          |
| 2018      | Sugar Man 2         | JTBC     | Ведущая   |                                 | [ 24 ]          |
| 2018      | Pajama Friends      | Lifetime | Ведущая   |                                 | [ 65 ] [ 66 ]   |
| 2019      | Get It Beauty 2019  | OnStyle  | Ведущая   |                                 | [ 67 ] [ 68 ]   |
| 2020      | Handsome Tigers     | SBS      | Менеджер  | 12 эпизодов                     | Handsome Tigers |

### Музыкальные видео
| Год  | Название                     | Артист                             | Ссылка |
| ---- | ---------------------------- | ---------------------------------- | ------ |
| 2016 | «Young Love»                 | В роли самой себя вместе с Сондже  | [ 69 ] |
| 2016 | «Always In My Heart»         | В роли самой себя вместе с Сылоном | [ 70 ] |
| 2017 | «Fox»                        | В роли самой себя                  | [ 71 ] |
| 2020 | «Introduce me a good person» | В роли самой себя                  |        |

## Награды и номинации
| Год  | Премия                   | Номинация                     | Что номинировано | Результат |
| ---- | ------------------------ | ----------------------------- | ---------------- | --------- |
| 2015 | MBC Entertainment Awards | Лучшая пара (вместе с Сондже) | Мы поженились    | Победа    |
| 2015 | MBC Entertainment Awards | Новая Звезда                  | Мы поженились    | Победа    |